# Charles E. Beauchamp
Charles Edward Beauchamp (* 23. Januar 1908 im Huron County, Michigan; † 17. Dezember 1994 in Trenton, Wayne County, Michigan) war ein Generalmajor der United States Army. Er war unter anderem Kommandeur der 1. Kavalleriedivision.
In den Jahren 1926 bis 1930 durchlief Charles Beauchamp die United States Military Academy in West Point. Nach seiner Graduation wurde er als Leutnant der Kavallerie zugeteilt. In der Armee durchlief er anschließend alle Offiziersränge vom Leutnant bis zum Zwei-Sterne-General.
In seinen jüngeren Jahren absolvierte er den für Offiziere in den niederen Rangstufen üblichen Dienst in unterschiedlichen Einheiten und Standorten. Dazu gehörten auch Aufgaben als Stabsoffizier in verschiedenen Hauptquartieren. Über seinen detaillierten Werdegang gibt es in den vorhandenen Quellen keine Angaben. Er war im Zweiten Weltkrieg und im Koreakrieg eingesetzt. Dort war er Anfang der 1950er Jahre Oberst im X. Korps.
Zwischen April 1959 und Mai 1960 kommandierte Beauchamp das 1. Kavallerieregiment (Panzer). Die Division war damals in Südkorea stationiert und hatte die Aufgabe, die dortige Demilitarisierte Zone zu überwachen. Nach seiner Zeit als Divisionskommandeur verblieb Charles Beauchamp in anderen Funktionen bis mindestens April 1966 im Militärdienst.
Er starb am 17. Dezember 1994 in Trenton in Michigan und wurde auf dem Friedhof des Michigan Memorial Parks in Flat Rock beigesetzt.

## Orden und Auszeichnungen
Charles Beauchamp erhielt im Lauf seiner militärischen Laufbahn unter anderem folgende Auszeichnungen:
- Army Distinguished Service Medal
- Silver Star
- Legion of Merit